# Augustín Lednický

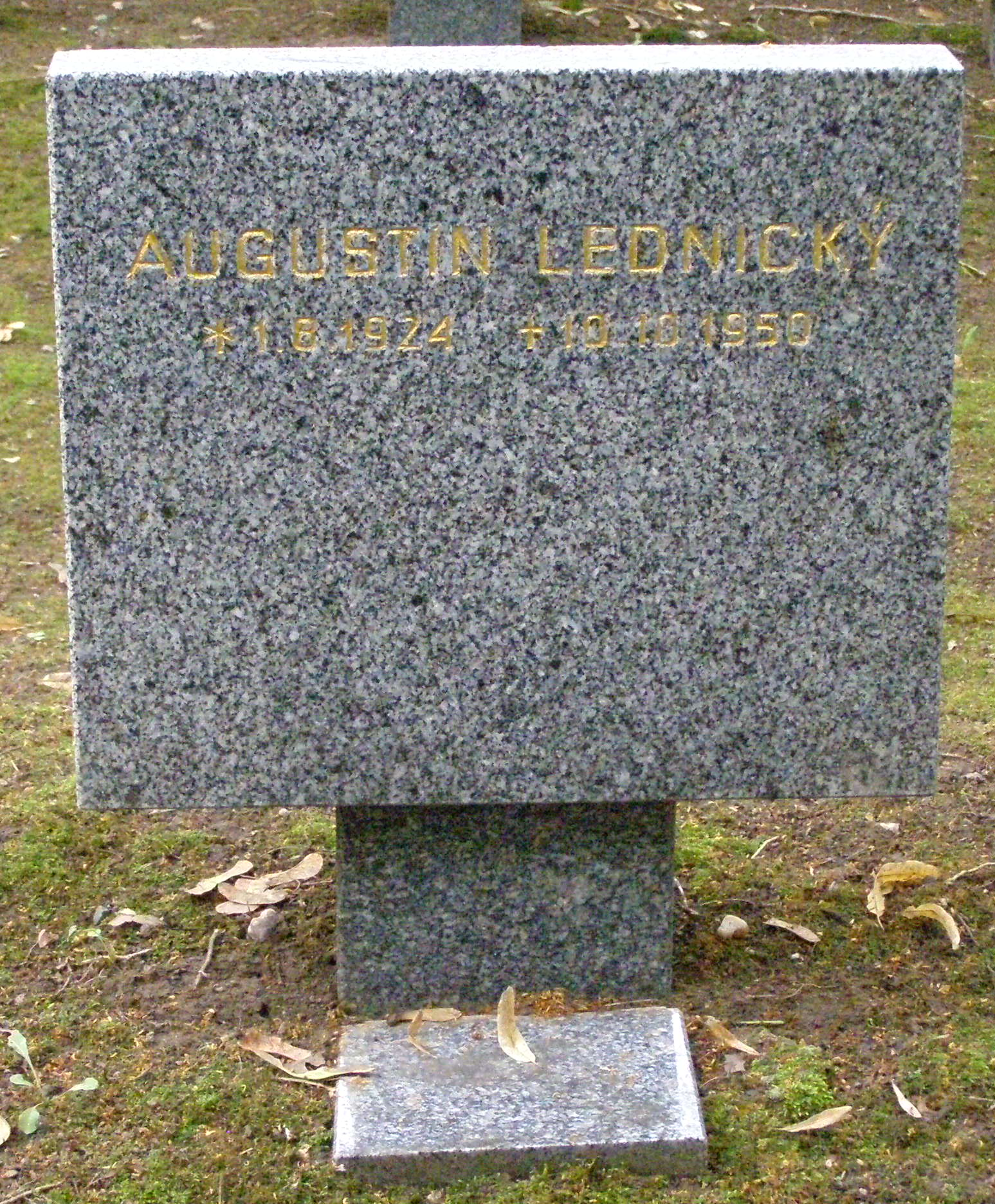
Symbolický hrob na Čestném pohřebišti popravených a umučených z padesátých let (III. odboj) na Ďáblickém hřbitově v Praze

Augustín Lednický (7. srpna 1925 Malé Lednice – 10. října 1950 Bratislava) byl slovenský protikomunistický bojovník, který byl počátkem 50. let 20. století odsouzen k trestu smrti a popraven.
Pocházel z početné rolnické rodiny z obce Malé Lednice v tehdejším okrese Rajec. Během války pracoval jako dělník. V září 1944 se přidal k partyzánské jednotce a zúčastnil se bojů v okolí Strečna, Vrútek a Martina. Po rozpadu partyzánské jednotky se vrátil domů a znovu nastoupil do práce ve Zbrojovce Banská Bystrica.
Po skončení války nastoupil 1. října 1945 na základní vojenskou službu, prošel poddůstojnickou školou a od 1. července 1947 se z něj stal voják z povolání. Na jaře roku 1948 vstoupil do Komunistické strany Československa, ale už brzy se s ní jako hluboce věřící člověk rozešel. V únoru 1949 utekl přes Cheb do americké zóny Německa.
Jako agent americké armádní zpravodajské služby CIC se nelegálně vrátil 23. srpna 1949. Původně mělo jít o skupinu pěti ozbrojených bojovníků a Lednický měl být jejím velitelem. Sám se dostal do Považské Bystrice a do rodných Malých Lednic. V září 1949 dorazila skupina čtyř mužů, kteří však nebyli ozbrojeni. Prvořadým úkolem tedy bylo získat zbraně. Od přepadu stanice Sboru národní bezpečnosti však z důvodu rizika upustili. Lednický skrýval skupinu v lesích v okolí obce Dlhé Pole, později se přesunuli do oblasti Rajeckých Teplic. Vzhledem k blížící se zimě se rozhodli přesunout se na Kysuce, kde bylo mnoho salaší, v nichž chtěli přečkat zimu.
Dne 14. října byl však Lednický zadržen v Žilině poté, co ho do nohy postřelil milicionář, který ho pronásledoval. Další členy skupiny se podařilo Státní bezpečnosti pozatýkat později. Celou skupinu vyšetřovali jako teroristy, i když skutečné možnosti odbojové skupiny byly omezeny nedostatkem zbraní a výstroje. Státní moc udělala z této kauzy exemplární příklad a v červenci 1950 byl Augustín Lednický odsouzen k trestu smrti. Režim se však nespokojil s odsouzením samotných členů odbojové skupiny. Následoval další proces, ve kterém byli odsouzeni ti, co jim pomáhali. Mezi nimi i Lednického bratr Fabián na 4 roky odnětí svobody za to, že jeho rodina dala několikrát členům skupiny najíst.
Augustín Lednický požádal prezidenta republiky o milost, ale na základě záporného stanoviska generálního prokurátora byla zamítnuta. 10. října 1950 byl v Bratislavě popraven.